# Puchar Polski w piłce siatkowej kobiet (1969/1970)
Puchar Polski w piłce siatkowej kobiet 1969/1970 (Puchar Polski o "Puchar Sportowca") – 14. sezon rozgrywek o siatkarski Puchar Polski, rozgrywany od 1932 roku.

## Klasyfikacja końcowa
| Miejsce | Drużyna          |
| ------- | ---------------- |
| 1.      | Start Łódź       |
| 2.      | AZS AWF Warszawa |
| 3.      | Spójnia Warszawa |
| 4.      | AZS Gdańsk       |
| 5.      | ŁKS Łódź         |
| 6.      | Wisła Kraków     |